# Partoanalgesia
La partoanalgesia o analgesia del parto è una metodica che, mediante tecniche specifiche di anestesia locoregionale (come l'anestesia spinale o il posizionamento di un catetere epidurale), consente di bloccare la sensibilità dolorifica durante il travaglio, mantenendo intatta la motilità della muscolatura e quindi la capacità di spinta da parte del torchio addominale.
Si tratta quindi di procedure che forniscono analgesia senza attuare una vera e propria anestesia.
L'espletamento del parto avviene quindi seguendo la via naturale nonostante si tratti di parto medicalizzato.